# Réserve naturelle du Grunnfjorden
La réserve naturelle de Grunnfjorden est une réserve naturelle et site ramsar norvégien  située dans la commune d'Øksnes, Nordland. La réserve a été créée afin de "préserver une importante zone humide ainsi que sa végétation et sa faune. Il est particulièrement important de veiller sur cette zone humide dont l'importance est centrale pour les oiseaux qui l'habitent en toutes saisons, ainsi que de préserver la botanique précieuse des prairies de plage".
La zone comprend Grunnfjorden, une zone de marais à Langøya et une partie de l'île Gisløya. Le site a une superficie de 17.7km², dont 7.5km² de superficie de terre 0.5 d'eau douce et 6.7 km² de mer. La région est un écosystème avec de grands marais caractérisés par la présence de sphaigne, avec de petites rivières, des bassins profonds et des étangs peu profonds et les zones de plage avec des rochers et des récifs, des parties soumises aux marées et des lagunes d'eaux saumâtres. Les macareux, les fuligules milouinans et les combattants variés nichent ici.